# Ochle-Kolonia
Ochle-Kolonia (prononciation [ˈɔxlɛ kɔˈlɔɲa]) est un village de la gmina de Widawa, du powiat de Łask, dans la voïvodie de Łódź, situé dans le centre de la Pologne.
Il se situe à environ 9 kilomètres au sud de Widawa (siège de la gmina), 29 kilomètres au sud-ouest de

## Administration
De 1975 à 1998, le village était attaché administrativement à l'ancienne voïvodie de Sieradz.

Depuis 1999, il fait partie de la nouvelle voïvodie de Łódź.